# Love & Sex (album)
Love & Sex è il secondo album in studio del gruppo musicale portoricano Plan B, pubblicato il 25 agosto 2014.

## Tracce
1. Fronteo – 3:24
2. Choca – 3:42
3. Pa'l Piso (feat. Yandel) – 4:07
4. Fanática Sensual – 4:01
5. El Matadero (feat. Alexis & Fido) – 3:56
6. No Quiero Que Te Vayas – 3:47
7. Mi Vecinita – 3:03
8. Juegas Con Mi Mente (feat. J Alvarez) – 3:19
9. ¿Dónde Los Consigo? (feat. Yailemm & Clandestino) – 4:26
10. Soy Y Seré – 3:36
11. Coquetea – 2:48
12. Zapatito Roto (feat. Tego Calderón) – 3:50
13. Dame Una Noche (feat. Zion & Lennox) – 4:15
14. Candy – 3:28
15. Sátiro (feat. Amaro) – 4:09
16. Love And Sex – 4:03

Remix
1. Candy (feat. De La Ghetto e Jowell & Randy) – 4:21
2. Candy (feat. Tempo and Arcángel) – 4:21
3. Fanática Sensual (feat. Nicky Jam) – 4:26